# 멘코

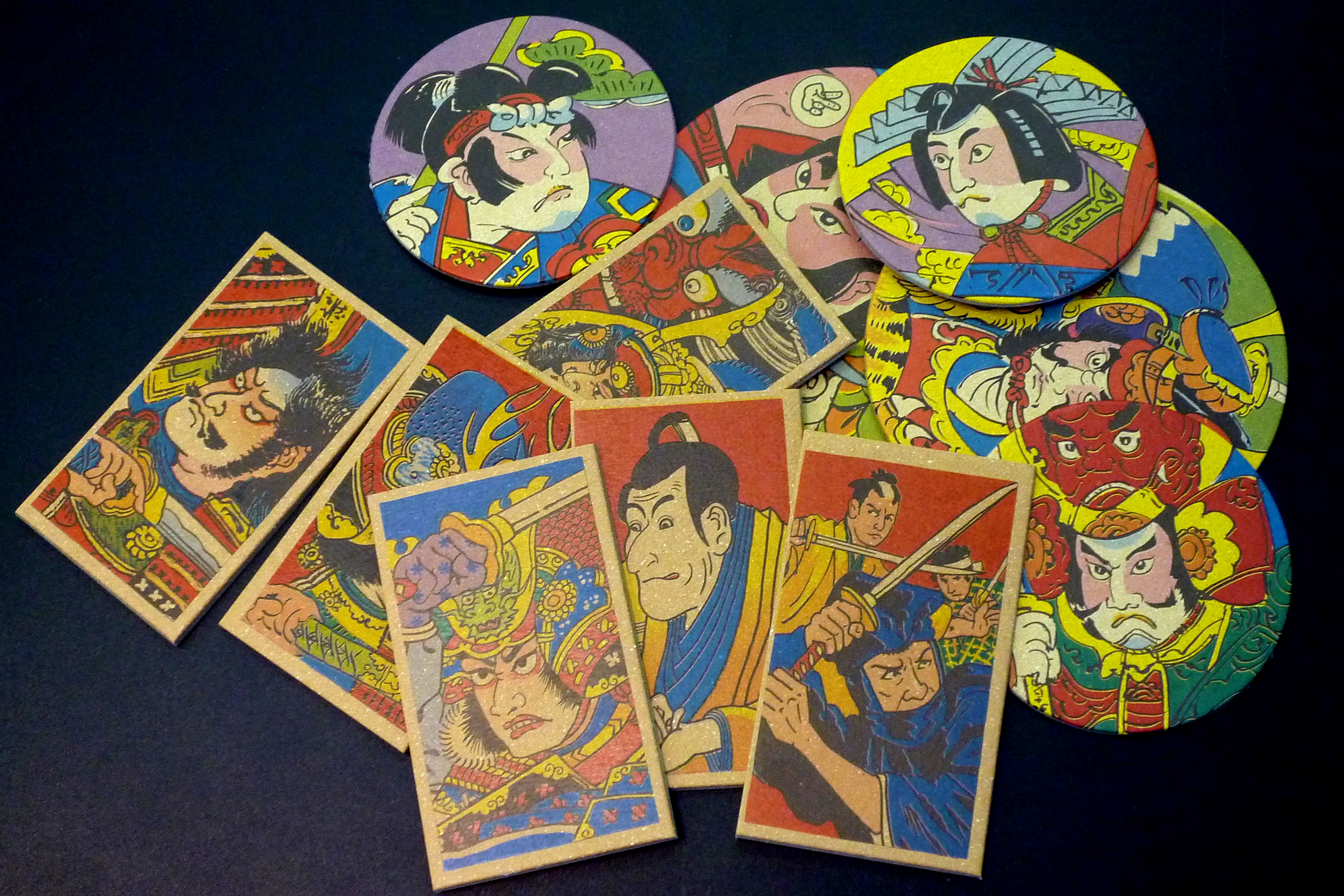
멘코

멘코(일본어: 面子)는 일본의 어린이 장난감 중 하나이다. 1955년대, 멘코는 멘치(めんち), 판스(ぱんす), 팟창(ぱっちん) 등이라고 불리었다.

## 개요
가장 잘 알려진 형태의 멘코는 종이로 된 것이며, 판지로 만들어진 손바닥 크기의 카드 형이나 원형으로 단면 사진이나 도안이 되어 있는 것이 많다. 또한 만들어진 것뿐만 아니라 놀이 자체도 가리킨다. 멘코는 수집 대상이 되기도 한다. 다가시 가게 등에서 판매되고 있지만, 우유병 뚜껑 등의 적당한 소재로 대용 할 수도 있다.
야외 및 실내를 불문하고 놀 수 있다.  세계적으로 보면 멘코와 유사한 것으로, 딱지, 포그스, 따조 등의 게임이 있다.
또한 멘코를 소재로 한 애니메이션 《초폭렬 이차원 멘코 배틀 기간트 슈터 츠카사》 등도 제작되고 있다.

## 같이 보기
- 딱지 (장난감)